# 가와사키신마치역
가와사키신마치역(일본어: 川崎新町駅, かわさきしんまちえき)은 일본 가나가와현 가와사키시 가와사키구에 있는 동일본 여객철도(JR동일본)의 역이다.

## 역 구조
단선 승강장 2면 2선의 지상역. 하마카와사키 방면과 싯테 방면의 승강장은 지하통로에서 연결된다.
당역에서 도카이도 화물선으로 난부 선 지선이 합류하기 때문에, 구내에는 하마카와사키로 향해 좌수로부터 난부 지선의 상행 본선, 동선의 상행 대피선, 도카이도 화물선의 상행 본선, 난부 지선, 도카이도 화물선의 하행 본선의 총 합계 4개가 달린다. 당역에서 하마카와사키 역 까지, 난부 지선과 도카이도 화물지선이 같은 선로를 공유한다. 쓰루미 방면에 도카이도 화물선, 신쓰루미 신호장 그리고 싯테 방면에는 하마카와사키 지선 경유로 하마카와사키 역, 가와사키 화물역, 도쿄 화물 터미널 역에 발착하는 화물열차가 다수 설정되어 있기 때문에, 당역을 통과하는 화물열차를 여객열차보다 빈번하게 볼 수 있다.
또, 화물열차가 지연되는 경우는, 당역에서 여객열차가 화물열차의 통과·교환대기를 하는 일이 있다. 하마카와사키 지선, 도카이도 화물선은 여객열차보다 화물열차의 개수가 많아서 우선도는 화물열차쪽이 더 높다.
역사에는 자동매표기가 1대 설치되어 있다. 화성단말은 없지만 POS단말의 설비가 있어, 장거리 승차권이나 지정권 등도 발매하고 있다. 창구의 영업시간은 8:00부터 19:00까지다.
싯테역 관리의 업무위탁역. 자동개찰기는 설치되지 않았고, 창구의 영업시간 내의 시간대는 역무원이 집찰을 실시하고 있다. 간이 Suica 개찰기가 설치되어 있다.
개찰 안쪽의 오른쪽에 세면식화장실이, 개찰 바깥쪽의 오른쪽에 음료 자동판매기가 설치되어 있다. 엘리베이터와 에스컬레이터는 설치되어 있지 않다.
당역은 가와사키 시내에 있지만, JR의 특정도구시내제도에 있어서 "요코하마 시내"의 역으로 다루어진다.

### 승강장
| 1 | ■ 난부 선 | 싯테 방면            |
| 2 | ■ 난부 선 | 쇼와 · 오기마치 방면 |

## 이용 상황
2010년도 1일 평균 승차 인원은 1,348명이었다.

## 역사
- 1930년 3월 25일: 난부 철도(南武鉄道) 화물 지선 싯테역 ~ 하마카와사키역 개통시에 개업.
- 1930년 4월 10일: 난부 철도가 여객 영업을 개시.
- 1944년 4월 1일: 난부 철도가 국유화되고 난부 철도의 정류소는 일본국유철도 난부 선의 역이 된다.
- 1987년 4월 1일: 국철 분할 민영화에 의해 일본국유철도의 역은 동일본 여객철도의 역이 된다.
- 2002년 3월 22일: IC 카드 승차권 Suica의 공용을 개시.

## 사진

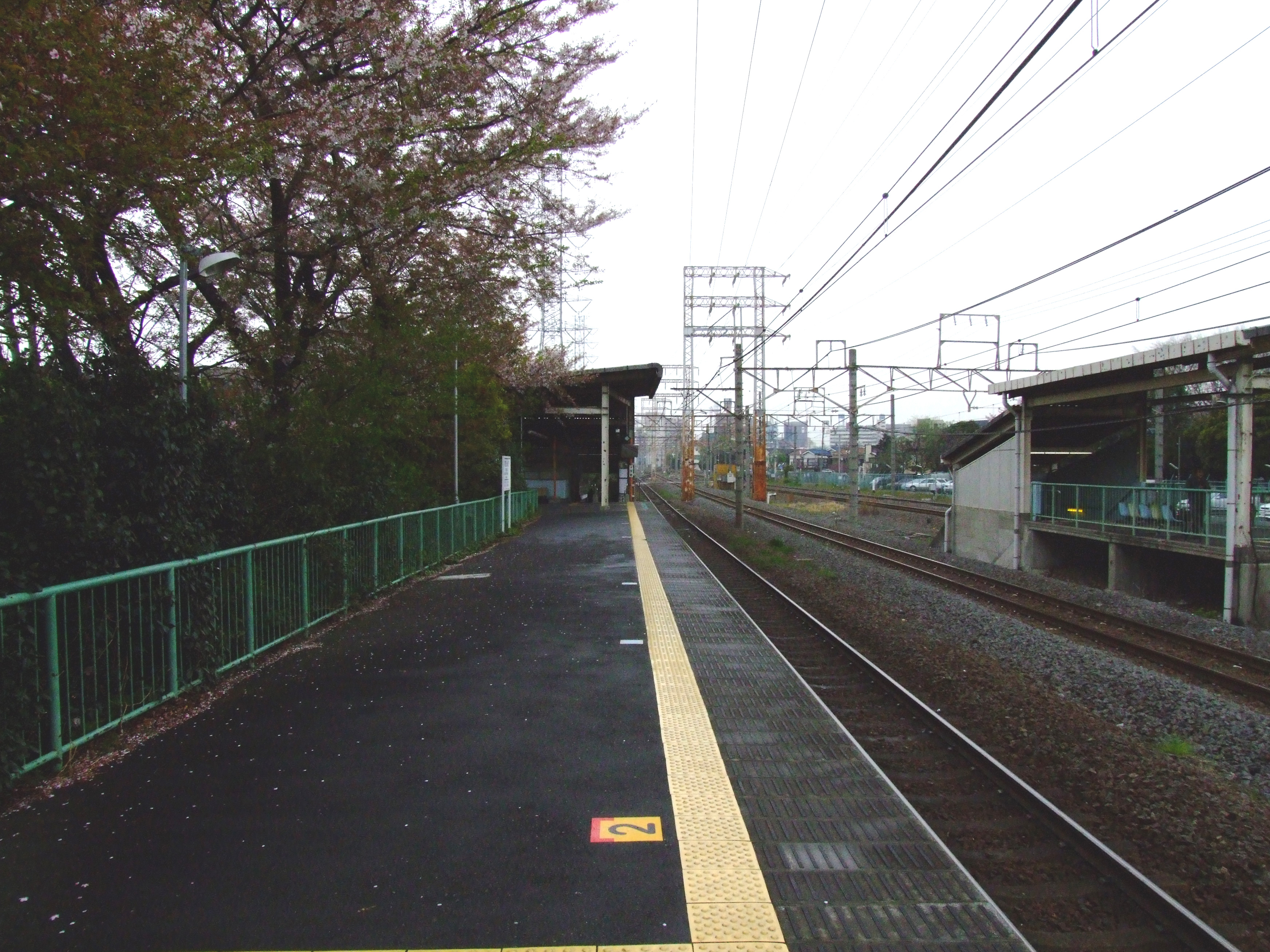
싯테 방면 승강장

## 인접역
| 동일본 여객철도 난부선 하마카와사키 지선 | 동일본 여객철도 난부선 하마카와사키 지선 | 동일본 여객철도 난부선 하마카와사키 지선 |
| ---------------------------------------- | ---------------------------------------- | ---------------------------------------- |
| JN 51 핫초나와테 싯테 방면               | 난부 선 하마카와사키 지선                | JN 53 오다사카에 하마카와사키 방면       |